# Erziehungsinstanz
Als Erziehungsinstanzen werden verallgemeinernd Institutionen und Personen bezeichnet, die an einer anderen Personengruppe Erziehung ausüben. Als wichtige Erziehungsinstanzen werden in der Westlichen Welt heute z. B. das Elternhaus und die Schule benannt. Daneben werden – insbesondere international und historisch – zahlreiche weitere Erziehungsinstanzen beschrieben. Hierbei wird begrifflich allerdings oft nicht korrekt zwischen Erziehungsinstitutionen, praxisbezogenen Einrichtungen wie Schulen, Kirchen oder Kindergärten, und Erziehungsinstanzen, rechtlich ihnen übergeordneten Entscheidungsträgern mit Weisungsbefugnissen, unterschieden.

## Theoretischer Hintergrund
Erziehung ist, wie unter anderem Wolfgang Sünkel aufgewiesen hat, ein vermittelter Prozess, der sich von Lernen aus erster Hand dadurch unterscheidet, dass dabei Erziehende tätig werden.
Allerdings ist nicht jeder vermittelnde Prozess als Erziehung einzustufen. Wie Wolfgang Brezinka gezeigt hat, erfüllt nur solches Lehren die Definitionskriterien von Erziehung, das Erziehungsnormen folgt, wie sie per definitionem ausschließlich in sozialen Systemen vorkommen können. Erziehende sind insofern stets in Erziehungsinstanzen organisiert.

## Erziehungsverantwortung
Unmittelbar erziehungsverantwortlich können – kulturabhängig – Eltern, weitere Familienangehörige, Stammesmitglieder oder professionelle Erzieher und Lehrer sein.
Da Eltern ohne eine entsprechende Vorbildung angesichts der komplizierten und komplexen Anforderungen und Gefahren der modernen Gesellschaft schnell an die Grenzen ihrer Kompetenzen im Erziehungsbereich stoßen, beschränkt sich ihr Erziehungsbeitrag heute in der Regel auf eine elementare Erziehung. Das weitere anspruchsvollere Erziehungs- und Bildungsgeschehen wird dann entscheidend von durch Ausbildung und Prüfungen dafür qualifizierte Fachleute der staatlichen Bildungseinrichtungen bestimmt. So wurde bereits 1919 mit der Weimarer Verfassung eine allgemeine Schulpflicht für ganz Deutschland festgeschrieben, die für alle Kinder und Jugendliche eine angemessene Erziehung und Bildung gewährleisten sollte. Als oberste Instanzen wurden dazu Verwaltungseinrichtungen geschaffen, die, je nach Zeit und Bundesland, als Erziehungsministerium, Reichserziehungsministerium, Kultusministerium oder Wissenschaftsministerium bezeichnet wurden. Sie tragen bis heute die Hauptverantwortung für eine allen Kindern und Jugendlichen entsprechend ihren Fähigkeiten zugängliche optimale Erziehung und Bildung.

## Erziehungsinstanzen und -kompetenzen
Der geborene Erzieher ist eine zum Schlagwort gewordene Begriffsschöpfung des Reformpädagogen Eduard Spranger aus dem Jahre 1958. Die als Denkbild erfundene Redewendung findet auch heute noch im Sinne einer bewundernden Kennzeichnung eines Ausnahmepädagogen Verwendung, dem ein besonderes Talent zum Erziehen zugeschrieben wird.
Die Aufgabe der Erziehung obliegt zunächst den Eltern bzw. Erziehungsberechtigten. Ihr folgt auf institutioneller Ebene als staatlicher Erziehungsauftrag die in der Regel mit Unterricht und der sachkundigen Einführung in die benötigten Kulturtechniken der Gesellschaft verbundene Erziehung durch dafür professionell ausgebildete Erzieher und Lehrer, die im optimalen Fall auf wissenschaftlicher Basis und mit fundierten didaktischen Kenntnissen dafür qualifiziert sind.

### Eltern
Eltern sind weder von Natur aus prädestinierte noch gelernte Erzieher, sondern durch Zeugung und Geburt rechtlich in die Rolle der Fürsorgenden und Erziehenden ihres Nachwuchses gelangt. Sie müssen sich darin zurechtfinden und werden bei gravierendem Fehlverhalten sogar in die Pflicht genommen. Ihr Erzieherwissen resultiert jedoch in aller Regel nur aus Erinnerungen an die eigene Erziehung bzw. aus den in ihrem gesellschaftlichen Umfeld üblichen Praktiken. In der verstärkten Selbstfindungsphase der Pubertät entgleiten viele Jugendliche den elterlichen Erziehungsvorstellungen und lassen ihre Eltern oft hilflos zurück. Bei den dann häufigeren Erziehungsproblemen versucht eine stetig anwachsende sogenannte Ratgeberliteratur, oft von Eltern für Eltern geschrieben, zu helfen. Vergleichbar den Patientenratgebern im Medizinbereich, vermitteln die erzieherischen Ratgeber Eltern eine leicht verständliche, von der Fachterminologie weitestgehend unbelastete, vereinfachte Darstellung der für sie wichtigen Informationen.  Chance wie Problematik der elterlichen Erziehung ist nach Felix von Cube die emotionale Nähe und enge Lebensbeziehung, die die notwendige Objektivität bzw. das Handeln, etwa nach der pädagogischen Leitlinie „Fordern statt Verwöhnen“, trüben können.

### Peergroups
Peergroups, die sozialen Gruppierungen der Ähnlichaltrigen, beeinflussen ab der Pubertät zunehmend sowohl funktional als auch intentional das Erziehungsgeschehen. Sie haben oft einen größeren Einfluss auf die Entwicklung der Jugendlichen als die Elterngeneration und sind daher in Form sogenannter Peergroup-Education in besonders schwierigen Erziehungsfeldern wie etwa der Gesundheitserziehung, der Verkehrserziehung oder der Sexualerziehung von großer Bedeutung.
Funktional wirken sie, indem sie das Zusammenleben und die Gewohnheiten, die Interessen, Verhaltensweisen und Wertvorstellungen der Jugendlichen wesentlich bestimmen. Intentional wirken sie, indem sie – etwa durch Initiationsrituale wie Mutproben – auf die Charakterbildung und den Verhaltenskodex der Gruppenmitglieder gezielt Einfluss nehmen. Ab der Pubertät gerät der Einfluss der Peergroup zunehmend in Konkurrenz zu der bis dahin meist widerspruchslos hingenommenen elterlichen Erziehung.
Die Einfluss der Peergroup erwächst aus der ähnlichen Mentalität und der freiwilligen Zuwendung der Jugendlichen zu ihren jeweiligen Cliquen. Die Gefahren resultieren aus ihrer eigenständigen, oft unkontrollierten Wertausrichtung.

### Ausgebildete Erzieher
Ausgebildete Erzieher wie Kindheitspädagogen oder Lehrer haben das Lehren und Erziehen zu ihrem Beruf gemacht. Sie durchlaufen dazu in einer mehrphasigen Lehrerbildung eine jahrelange Ausbildung in Theorie und Praxis, wobei sie sich durch staatlich vorgeschriebene Prüfungen, sogenannte Staatsexamina, qualifizieren und ausweisen müssen. Im Unterschied zu den Eltern sammeln sie dabei Erfahrungen mit zahlreichen Kindern und Jugendlichen verschiedenen Alters, auch in gruppendynamisch funktionierenden Erziehungsverbänden wie Klassengemeinschaften. Da sie nicht auf eigene Kinder fokussiert und dadurch von persönlicher Betroffenheit und Wunschdenken relativ unabhängig sind und einen größeren Überblick über die unterschiedlichen Entwicklungen und Lernzustände der ihnen anvertrauten Kinder haben, können sie objektivere Vergleichsmaßstäbe entwickeln. Professionelle Erzieher müssen dazu in der Lage sein, die anspruchsvolle wissenschaftliche Fachliteratur aufzuarbeiten und die erlernten didaktischen Alternativen in der praktischen Erziehung umzusetzen. Sie erreichen damit den bestmöglichen Kompetenzstand im Erziehungsbereich. Kontraproduktiv sind auch für den kompetenten Erzieher zu große und zu inhomogene Klassenverbände, die eine qualitativ hochwertige, individualitätsgerechte Erziehung trotz besseren Wissens erschweren oder sogar verhindern können. Kontraproduktiv ist auch eine mangelnde Compliance, wenn Eltern bei den schulischen Erziehungsmaßnahmen nicht kooperieren oder sie sogar konterkarieren.